# Формат Аррія
Засідання членів Ради Безпеки ООН за формулою Аррії — неформальні зустрічі, які організовує член або Рада Безпеки ООН з метою проводити в приватному порядку відвертий обмін думками з використанням гнучких процедурних рамок і за участю осіб, яких було б корисно заслухати і яким вони хотіли б щось повідомити. Такий формат засідань названий на честь венесуельського дипломата Дієго Аррії, який почав застосовувати цю практику в 1992 як представник Венесуели в Раді (у 1992-1993 роках) .
Засідання за формулою Аррії не передбачені у Статуті ООН та Тимчасових правилах процедури Ради Безпеки. Але відповідно до статті 30 Статуту Рада може встановлювати свої власні правила процедури і має певну свободу дій для встановлення практики роботи на свій розсуд.
Засідання за формулою Аррії відрізняються від звичайних консультацій Ради Безпеки:
Такі неофіційні зустрічі не належать до заходів Ради і скликаються з ініціативи її члена або членів. Ініціатор виступає як голова такого засідання.
Рішення щодо участі у таких засіданнях приймається окремими членами Ради Безпеки самостійно. Вони можуть цуратися участі у них.
Засідання проводяться в одному із залів засідань, а не в залі Ради Безпеки.
Організатор надсилає іншим членам Ради Безпеки письмове запрошення зі свого представництва, а не шляхом повідомлення від імені Секретаріату Ради Безпеки.
Про проведення цих засідань не оголошується у щоденному Журналі Організації Об'єднаних Націй.
Співробітники Секретаріату Ради Безпеки не беруть участь у таких засіданнях (за винятком усних перекладачів та співробітника з конференційного обслуговування), також не беруть участі без відповідного запрошення.